# Jazyky Indie

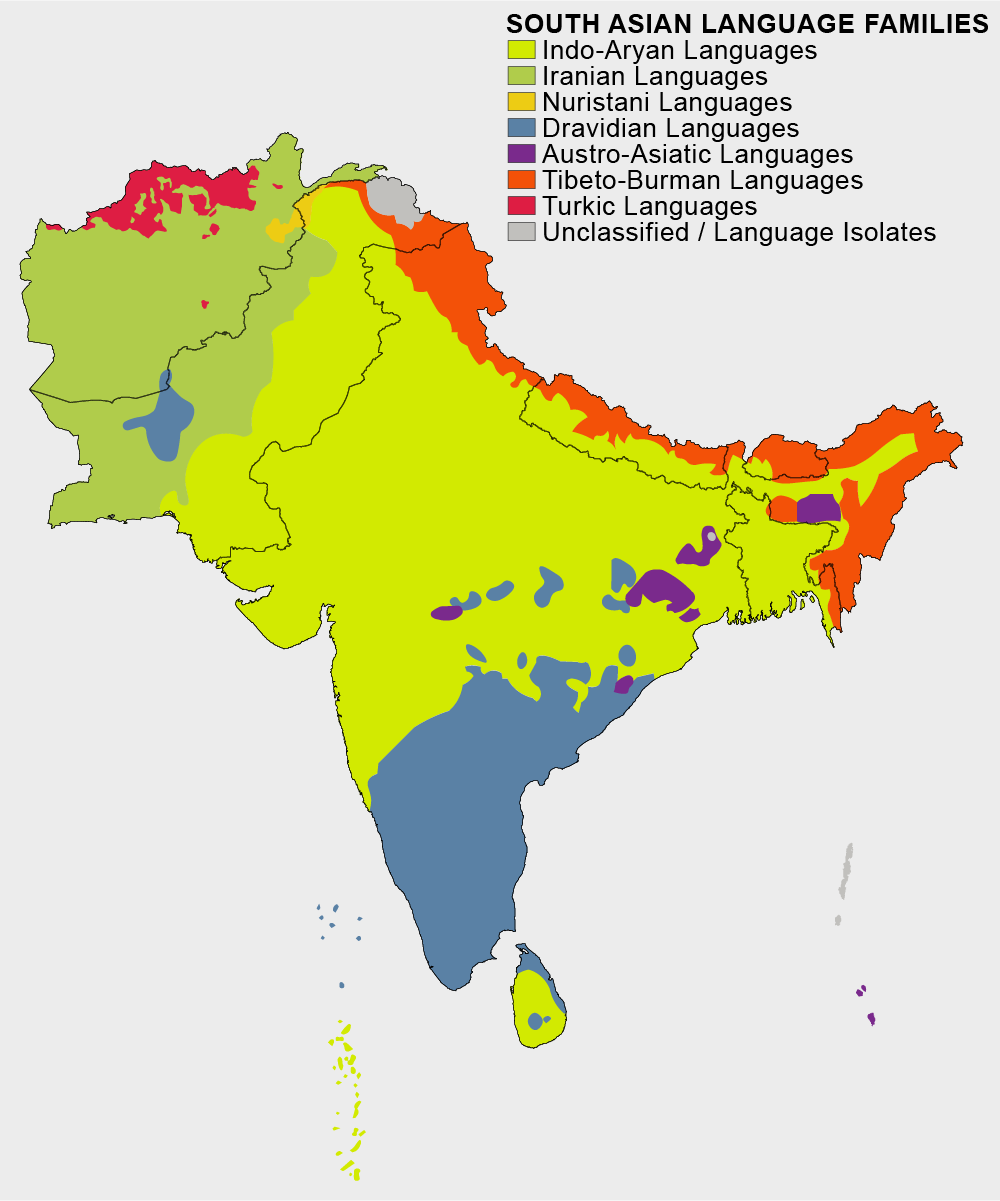
Jazyky indického subkontinentu

Indické jazyky patří k několika významným jazykovým rodinám. Dvě nejdůležitější jsou indoevropská (70 % Indů) a drávidská (22 %). Další jazyky, kterými se v Indii mluví, patří zejména k austroasijské a tibetobarmské rodině; kromě nich se zde nachází několik izolovaných jazyků.
Kromě příbuznosti uvnitř jednotlivých rodin mezi jazyky Indie existuje i řada společných rysů vzniklých vzájemným ovlivňováním po dlouhou dobu, tento tzv. Indický jazykový svaz bývá uváděn jako typický příklad jazykového svazu.
Základním úředním jazykem Indické republiky je hindština; angličtina se uznává jako vedlejší úřední jazyk. Indická ústava o tom říká: „Úředním jazykem Unie je hindština psaná písmem dévanágarí." Ani indická ústava, ani indické zákony nespecifikují národní jazyk, i když tímto termínem jsou někdy označovány (bez právního základu) jazyky vyjmenované v osmém dodatku indické ústavy.
Různých mateřských jazyků najdeme v Indii několik stovek; sčítání lidu v roce 1961 zjistilo 1652 jazyků (Ethnologue jich vyjmenovává 415). Podle sčítání v roce 2001 je v Indii 29 jazyků s více než miliónem mluvčích a 122 jazyků s více než deseti tisíci mluvčích. Tři tisíciletí jazykového kontaktu vedla k nezanedbatelnému vzájemnému ovlivňování čtyř jazykových rodin Indie a jižní Asie. Dva dorozumívací jazyky hrály v indických dějinách zvlášť významnou roli: perština a angličtina.

## Historie

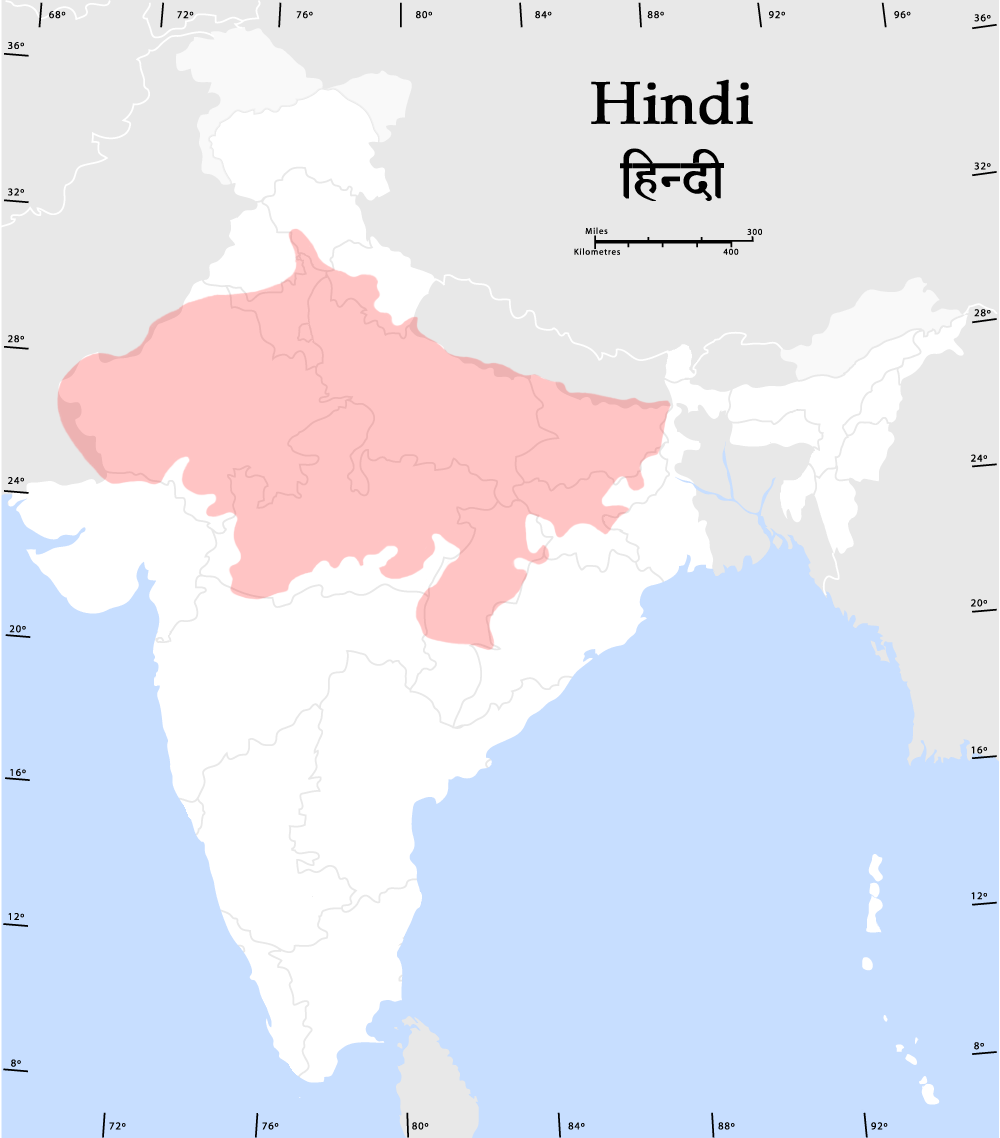
Hindsky mluvící oblasti v Indii a okolí

Severoindické jazyky z indoevropské jazykové rodiny se vyvinuly ze staroindoárijských jazyků (sanskrt) prostřednictvím středoindoárijských prákrtů. Nepanuje shoda o tom, kdy přesně vznikly novoindické jazyky jako gudžarátština, hindština, maráthština, paňdžábština, sindhština, bengálština, urijština a ásámština, ale běžně se přijímá okolí roku 1000 našeho letopočtu. Každý jazyk vznikal za specifických podmínek a vlivů, např. hindština a urdština byly silně ovlivněny perštinou.
Drávidské jazyky v jižní Indii měly historii zpočátku nezávislou na sanskrtu. Hlavními drávidskými jazyky jsou tamilština, telugština, kannadština a malajálamština. Stojí však za zmínku, že jakkoli je malajálamština původem drávidská, kolem osmdesáti procent její slovní zásoby bylo přejato ze sanskrtu.
Austroasijské a tibetobarmské jazyky v severovýchodní Indii prošly také dlouhým nezávislým vývojem.

## Inventář
Lingvisté většinou rozlišují pojmy „jazyk“ a „dialekt“ na základě vzájemné srozumitelnosti. Indické sčítání lidu definuje své vlastní dva pojmy: „jazyk“ a „mateřský jazyk“. Mateřské jazyky v tomto smyslu jsou seskupeny uvnitř „jazyků“. Mnohé z nich by podle lingvistických zvyklostí byly považovány spíše za samostatné jazyky než za dialekty. To platí zejména pro mnoho „mateřských jazyků“ s desítkami miliónů mluvčích, které se oficiálně seskupují pod „jazyk“ hindštinu.
Sčítání v roce 1961 zjistilo v Indii 1652 různých jazyků (včetně takových, které na Indickém subkontinentu nejsou původní). Sčítání v roce 1991 zjistilo 1576 „mateřských jazyků“. Ethnologue vyjmenovává 415 živých jazyků na území Indie (z 6912 na světě).
Podle sčítání v roce 1991 mělo 22 „jazyků“ více než milión rodilých mluvčích, 50 jazyků mělo přes 100 000 a 114 mělo přes 10 000. Všechny zbývající jazyky měly dohromady 566 000 mluvčích (z celkového počtu 838 miliónů Indů v roce 1991).
Podle zatím posledního sčítání v roce 2001 mělo 29 „jazyků“ více než milión rodilých mluvčích, 60 jazyků mělo přes 100 000 a 122 jazyků mělo přes 10 000 mluvčích.
Jazyky vyjmenované v 8. dodatku ústavy (nyní je jich již přes 20) mají status úředně uznaného jazyka. 8. dodatek se postupně rozšiřuje. Některé jazyky s velkým počtem mluvčích na něm stále chybí, pravděpodobně největším z nich je bhílština (9,6 mil. rodilých mluvčích), gondština (2,7 mil. mluvčích) a khándéší (2,1 mil. mluvčích). Na druhou stranu se na 8. dodatek z politických důvodů nedávno dostaly dva jazyky s méně než 2 milióny rodilých mluvčích: manipurština (1,5 mil.) a bodo (1,4 mil.) Z kulturně-historických důvodů 8. dodatek obsahuje i sanskrt, přestože ho pouze 14000 osob prohlásilo za svůj jazyk, avšak mnozí další ho studují ve škole jako klasický indický jazyk.

## Úřední jazyky
Úředními jazyky Indické republiky jsou hindština a angličtina. Podle článku 343 (1) „Úředním jazykem Unie je hindština psaná písmem dévanágarí." Jednotlivé státy unie mohou zákonem zavést své vlastní úřední jazyky v závislosti na lingvistickém rozložení obyvatelstva. Například stát Ándhrapradéš má jediný úřední jazyk telugštinu, stát Tamilnádu má jediný úřední jazyk tamilštinu a stát Karnátaka má jediný úřední jazyk kannadštinu, zatímco stát Džammú a Kašmír má úřední jazyky kašmírštinu, urdštinu a dógrí.
Před přijetím 21. dodatku ústavy v roce 1967 Indie uznávala 14 oficiálních regionálních jazyků. 8. a 71. dodatek přidaly sindhštinu, konkanštinu, manipurštinu a nepálštinu, čímž počet oficiálních regionálních jazyků stoupl na 18. Jednotlivé státy, jejichž hranice většinou kopírují hranice jazykové, mají právo si vybrat svůj vlastní jazyk pro vnitřní správu a vzdělávání.
Následující tabulka obsahuje oficiální jazyky obsažené v osmém dodatku ke květnu 2008:
| Jazyk                     | Rodina                     | Mluvčích v Indii (2001, milióny) | Stát |
| ásámština                 | indoárijská, východní      | 13                               | Ásám |
| bengálština               | indoárijská, východní      | 180                              | Andamany a Nikobary, Tripura, Západní Bengálsko |
| bodo                      | tibetobarmská              | 1,2                              | Ásám |
| dógrí                     | indoárijská, severní       | 0,1                              | Džammú a Kašmír |
| gudžarátština             | indoárijská, západní       | 46                               | Dádra a Nagar Havélí a Daman a Díu, Gudžarát |
| hindština                 | indoárijská                | 422                              | Andamany a Nikobary, Arunáčalpradéš, Bihár, Čandígarh, Čhattísgarh, Dillí, Džhárkhand, Harijána, Himáčalpradéš, Madhjapradéš, Rádžasthán, Uttarákhand a Uttarpradéš |
| kannadština               | drávidská, jižní           | 38                               | Karnátaka |
| kašmírština               | dardská                    | 5,5                              | Džammú a Kašmír |
| konkanština               | indoárijská, západní       | 2,5                              | Goa, Karnátaka, Maháráštra, Kérala |
| maithilština              | indoárijská, východní      | 12                               | Bihár |
| malajálamština            | drávidská, jižní           | 33                               | Kérala, Andamany a Nikobary, Lakadivy, Putuččéri |
| manipurština (též meitei) | tibetobarmská              | 1,5                              | Manipur |
| maráthština               | indoárijská, západní       | 72                               | Maháráštra, Goa, Dádra a Nagar Havélí a Daman a Díu, Madhjapradéš, Karnátaka                                                                                        |
| nepálština                | indoárijská, severní       | 2,5                              | Sikkim, Západní Bengálsko, Ásám |
| paňdžábština              | indoárijská                | 29                               | Čandígarh, Dillí, Harijána, Paňdžáb |
| sanskrt                   | indoárijská                | 0,05                             | neregionální jazyk, Uttarákhand (od r. 2010) |
| santalština               | mundská                    | 6,5                              | santalské kmeny na náhorní plošině Čhótá Nágpur (státy Bihár, Čhattísgarh, Džhárkhand, Urísa)                                                                       |
| sindhština                | indoárijská, severozápadní | 2,5                              | neregionální jazyk |
| tamilština                | drávidská, jižní           | 61                               | Tamilnádu, Andamany a Nikobary, Putuččéri |
| telugština                | drávidská, střední         | 74                               | Andhrapradéš, Andamany a Nikobary, Putuččéri, Telangána |
| urdština                  | indoárijská, střední       | 52                               | Džammú a Kašmír, Andhrapradéš, Dillí, Bihár, Uttarpradéš, Telangána                                                                                                 |
| urijština                 | indoárijská, východní      | 33                               | Urísa |

## Oficiální klasické jazyky
V roce 2004 indická vláda rozhodla, že jazyky, které splňují určitá kritéria, mohou dostat status „klasického indického jazyka“. Tento status dostaly následující jazyky: tamilština (2004), sanskrt (2005), kannadština (2008) a telugština (2008).
Sanskrt, který už měl dříve zvláštní postavení na základě článku 351 indické ústavy jako základ pro vývoj úřední hindštiny, byl v roce 2005 navíc prohlášen klasickým jazykem; podobné deklarace následovaly v roce 2008 pro kannadštinu a telugštinu na základě doporučení lingvistické komise zřízené federálním ministerstvem kultury.
Na tiskové konferenci v roce 2006 ministryně turistiky a kultury Ambika Sóní vyhlásila následující kritéria pro klasické jazyky: Značné stáří prvních textů, zaznamenaná historie 1500 až 2000 let, soubor starých literárních děl nebo textů, které se považují za hodnotné dědictví generací mluvčích; literární tradice má být původní a nikoli vypůjčená z jiné jazykové komunity; klasický jazyk a literatura se liší od moderní, může dojít i k přerušení mezi klasickým jazykem a jeho pozdějšími formami či větvemi.
V roce 2010 se sanskrt stal druhým úředním jazykem státu Uttarákhand.

## Regionální jazyky
V Britské Indii byla angličtina jediným jazykem používaným pro správní účely a ve vyšším školství. Po dosažení nezávislosti v roce 1947 bylo tvrdým oříškem pro indické zákonodárce vybrat jazyk pro úřední komunikaci a pro komunikaci mezi různými jazykovými oblastmi napříč Indií. K dispozici byly následující možnosti:
- Prohlásit hindštinu, kterou mluvila většina obyvatel (přes 40 %), za úřední jazyk, přestože mateřské jazyky některých národů, které hindštině rozumějí, připomínají hindštinu jen vzdáleně.
- Jihoindické národy, zejména Tamilové, a také severovýchod (Mizoram a Nagaland) by daly přednost úřední komunikaci v angličtině.
- Prohlásit jak hindštinu, tak angličtinu za úřední jazyky a umožnit každému státu, aby si zvolil státní úřední jazyk.

### Praktické problémy
Volba hindštiny jako úředního jazyka představuje vážné problémy pro každého občana, jehož „mateřský jazyk“ není hindština. To může způsobit velkou zátěž pro děti, které se musí naučit hindsky, aby mohly postoupit na další úroveň vzdělání. Všechny vzdělávací komise napříč Indií totiž uznávají potřebu naučit obyvatelstvo jeden společný jazyk. Objevila se řada stížností, že mluvčí jiných jazyků než hindštiny v severní Indii čelí značným těžkostem.
Vzhledem k obrovskému počtu obyvatel (Indie je druhá nejlidnatější země na světě) je těžké najít uspokojivé řešení. Byly ustaveny místní komise pro úřední jazyk a hledají se opatření pro zmírnění napětí.

## Písmo

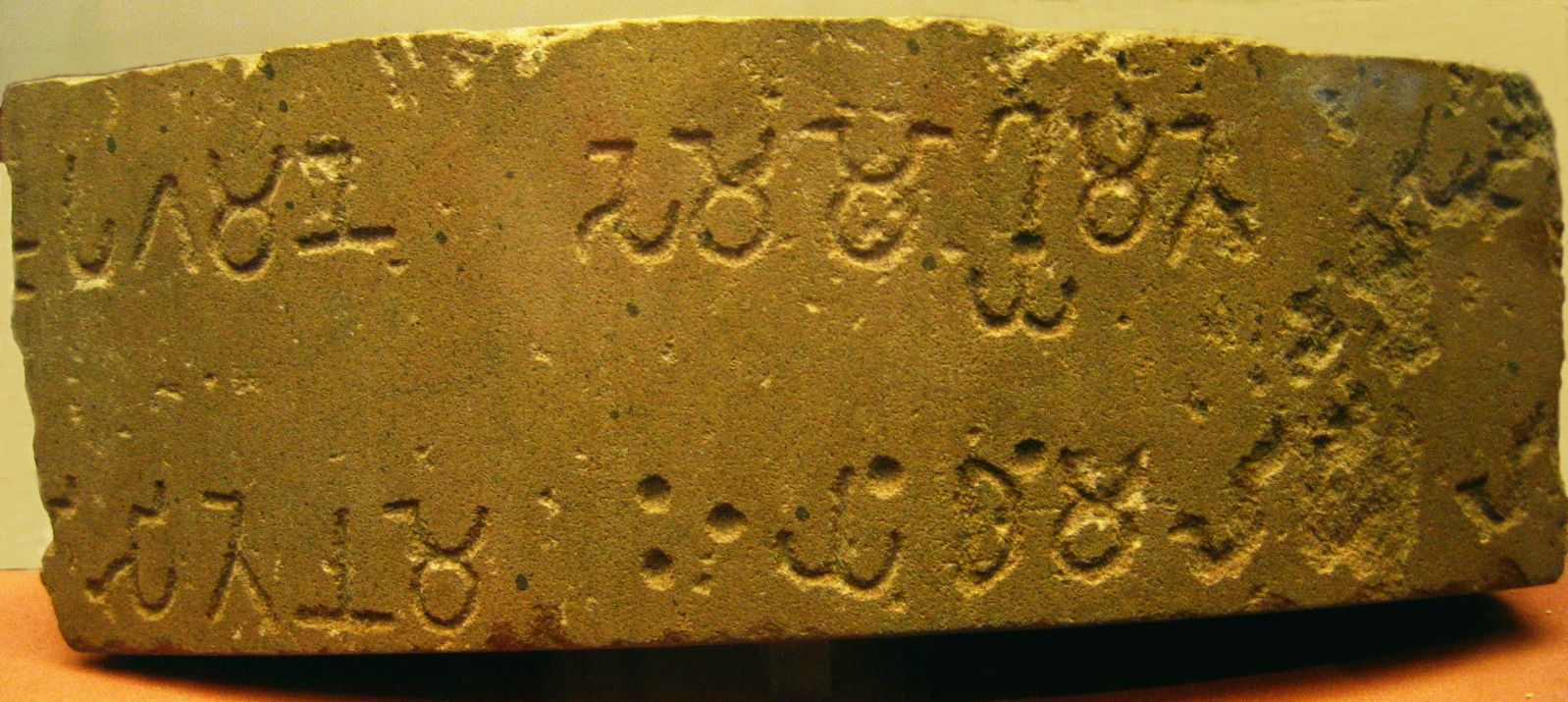
Ašókův 6. sloupový výnos, 3. století př. Kr.

Řada indických jazyků používá své vlastní písmo. Hindština a příbuzné jazyky se píší písmem dévanágarí. Urdština a někdy též kašmírština, sindhština a paňdžábština používají upravené persko-arabské písmo. S výjimkou těchto jazyků jsou písma indických jazyků v Indii původní. (Transliterací indických jazyků do latinky se zabývá standard ISO 15919.)